# Svetlana Lipatova
Svetlana Alexándrovna Lipatova –en ruso, Светлана Александровна Липатова– (Kazán, 19 de febrero de 1993) es una deportista rusa que compite en lucha libre.
Ganó una medalla de plata en los Juegos Europeos de Bakú 2015 y dos medallas en el Campeonato Europeo de Lucha, plata en 2019 y bronce en 2018.

## Palmarés internacional
| Juegos Europeos    | Juegos Europeos    | Juegos Europeos   | Juegos Europeos |
| Año                | Lugar              | Medalla           | Categoría       |
| ------------------ | ------------------ | ----------------- | --------------- |
| 2015               | Bakú (Azerbaiyán)  | Medalla de plata  | 60 kg           |
| Campeonato Europeo |                    |                   |                 |
| Año                | Lugar              | Medalla           | Categoría       |
| 2018               | Kaspisk (Rusia)    | Medalla de bronce | 59 kg           |
| 2019               | Bucarest (Rumania) | Medalla de plata  | 59 kg           |